# Rio Bega Luncanilor
O Rio Bega Luncanilor é um rio da Romênia afluente do Rio Bega, localizado no distrito de Timiş.